# Margherita Kronberg

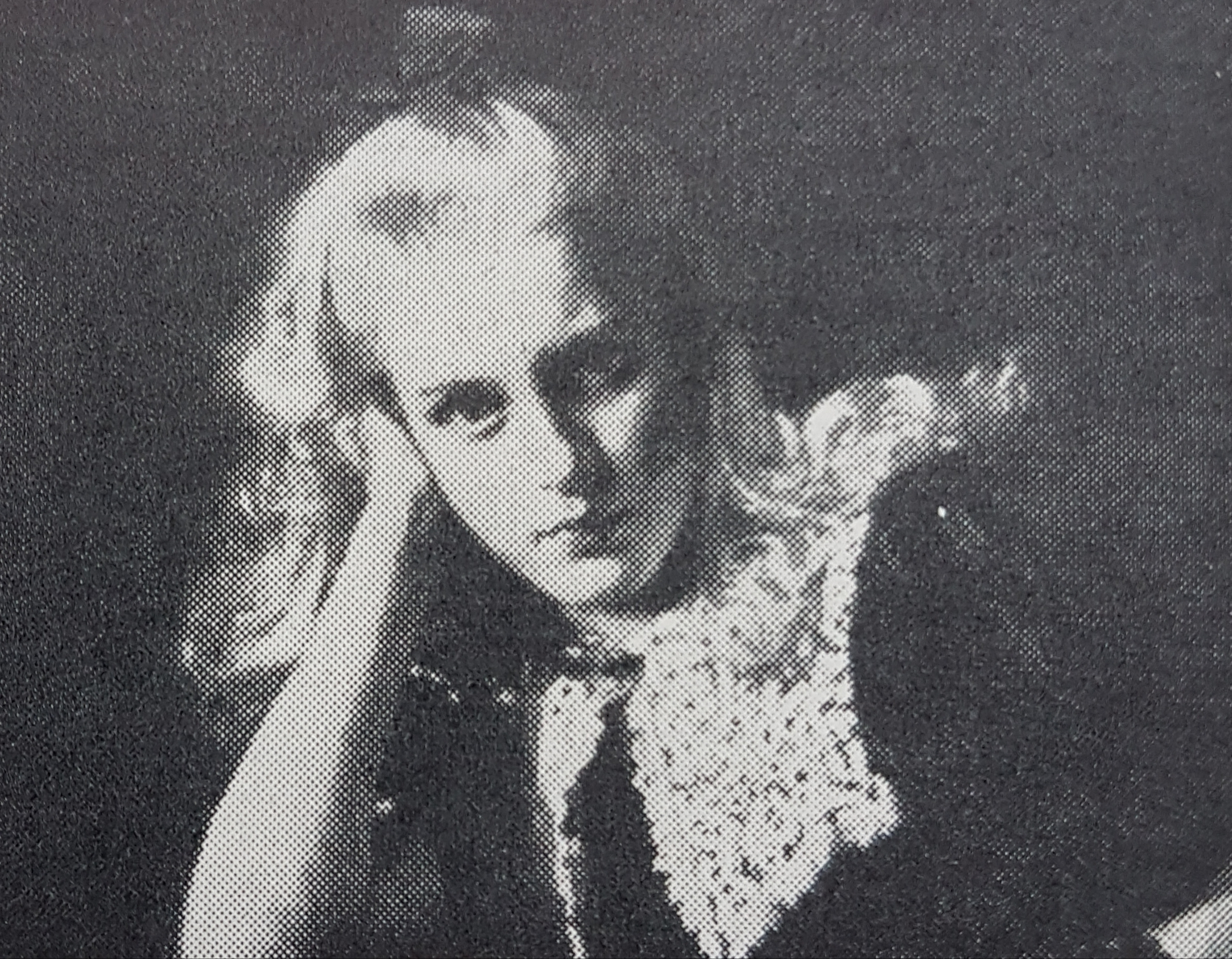
Ellen Kronberg avbildad av Julius Kronberg

Julia Ellen Margherita Kronberg, född 29 mars 1888 i Rom, död 16 maj 1927 i Lidingö församling, var en svensk målare och grafiker.
Hon var dotter till professorn Julius Kronberg och Ellen Scholander samt från 1912 gift med Erik Lange. Hon var elev vid Konstakademien 1906–1908 och studerade då även vid Axel Tallbergs etsningsskola. Hon medverkade bland annat i Föreningen Svenska Konstnärinnors utställning på Konstakademien 1911. Makarna Lange är begravda på Norra begravningsplatsen utanför Stockholm.